# John W. Bricker
John William Bricker (ur. 6 września 1893 w hrabstwie Madison, zm. 22 marca 1986 w Columbus) – amerykański polityk, republikanin ze stanu Ohio.
Urodzony na farmie nieopodal Mount Sterling w swoim rodzinnym Ohio. Ukończył stanowy uniwersytet w roku 1916, przy czym do palestry przyjęto do rok później.
W czasie I wojny światowej służył w armii jako porucznik (1917–1918). Po demobilizacji w latach 1920–1927 był asystentem stanowego prokuratora generalnego, zaś w latach 1933–1937 prokuratorem generalnym.
W roku 1938 wybrano go po raz pierwszy gubernatorem Ohio, który to urząd zajmował przez trzy dwuletnie kadencje (1939–1945).
W roku 1944 kandydat Partii Republikańskiej na urząd prezydenta USA Thomas Dewey mianował go swoim kandydatem na urząd wiceprezydenta. Ale tandem Dewey-Bricker przegrał z ówczesnym lokatorem Białego Domu Franklinem D. Rooseveltem i senatorem z Missouri Harrym Trumanem.
Jednakże porażka wyborcza nie położyła kresu karierze Brickera, który w roku 1946 (zaprzysiężony został w styczniu 1947) został wybrany reprezentantem Ohio w Senacie USA, gdzie zasiadał do roku 1959. W czasie swojej kadencji próbował uzupełnić Konstytucję USA poprawką ograniczającą uprawnienia Prezydenta do zawierania sojuszów (poprawka Brickera).
Republikanie odmówili mu ponownej nominacji w roku 1958. Po porażce Bricker powrócił do Ohio, gdzie praktykował jako prawnik. Zmarł w Columbus.
Był żonaty z Harrier D. Bricker.